# United Overseas Bank
United Overseas Bank Limited (大華銀行有限公司T, 大华银行有限公司S, Dàhuá Yínháng Yǒuxìan GōngsīP), spesso nota come UOB,  è una banca multinazionale di Singapore con sede a Raffles Place, Singapore, e filiali situate principalmente nei paesi del sud-est asiatico. È una delle tre "grandi banche locali" del paese, per patrimonio, le altre due sono DBS Bank e OCBC Bank.
Fondata per la prima volta nel 1935 come United Chinese Bank (UCB) da un uomo d'affari di nome Chew Teck Weng, insieme a un gruppo di uomini d'affari di origine cinese presso il Bonham Building, vicino al fiume Singapore. La banca è la terza banca più grande del sud-est asiatico. UOB fornisce servizi finanziari personali, servizi bancari commerciali, servizi bancari privati e di gestione patrimoniale, servizi finanziari aziendali, capitale di rischio e servizi assicurativi. Dispone di 68 filiali a Singapore e una rete di oltre 500 uffici in 19 paesi e territori dell'Asia, Pacifico, Europa occidentale e Nord America.

## Storia
Il 6 agosto 1935,  Chew Teck Weng fondò la banca dopo aver raccolto 1 milione di dollari di Singapore. La banca è stata chiamata United Chinese Bank (UCB) per sottolineare i suoi legami con la popolazione cinese a Singapore. Nell'ottobre 1935, UCB aprì le sue attività nel Bonham Building a tre piani. Nel 1965, la banca fu ribattezzata United Overseas Bank (nome cinese invariato) per evitare duplicazioni con un'altra United Chinese Bank a Hong Kong (cinese semplificato:中国联合银行; cinese tradizionale:中國聯合銀行), e aprì la sua prima filiale all'estero ad Hong Kong.
Nel 1970, l'UOB è stata quotata alla Borsa congiunta di Singapore e Malaysia. A quel tempo, la borsa aveva uffici sia a Singapore che a Kuala Lumpur. Dopo essere stata quotata in borsa, la banca ha effettuato una serie di acquisizioni mirate. Acquisì per la prima volta la partecipazione di controllo della Chung Khiaw Bank nel 1971, che ampliò la sua presenza sul mercato interno e diede anche uffici bancari in Malesia e Hong Kong. Un nuovo logo sia per la United Overseas Bank che per la Chung Khiaw Bank fu lanciato nel gennaio 1972.
Nel 1973, l'UOB acquisì la Lee Wah Bank, che forniva servizi in Malesia e Singapore.  Nello stesso anno, la banca costruì una nuova torre per uffici di 30 piani al posto del Bonham Building, che fu chiamato UOB Building (ora noto come UOB Plaza 2). La società continuò con le acquisizioni, con la Far Eastern Bank nel 1984, la Westmont Bank (ora conosciuta come UOB Filippine) e la Radanasin Bank (ora conosciuta come United Overseas Bank (Thai) Public Company Limited) nel 1999. La banca si fuse poi con la Overseas Union Bank Limited (OUB) in un accordo stimato del valore di S $ 10 miliardi nel 2001.

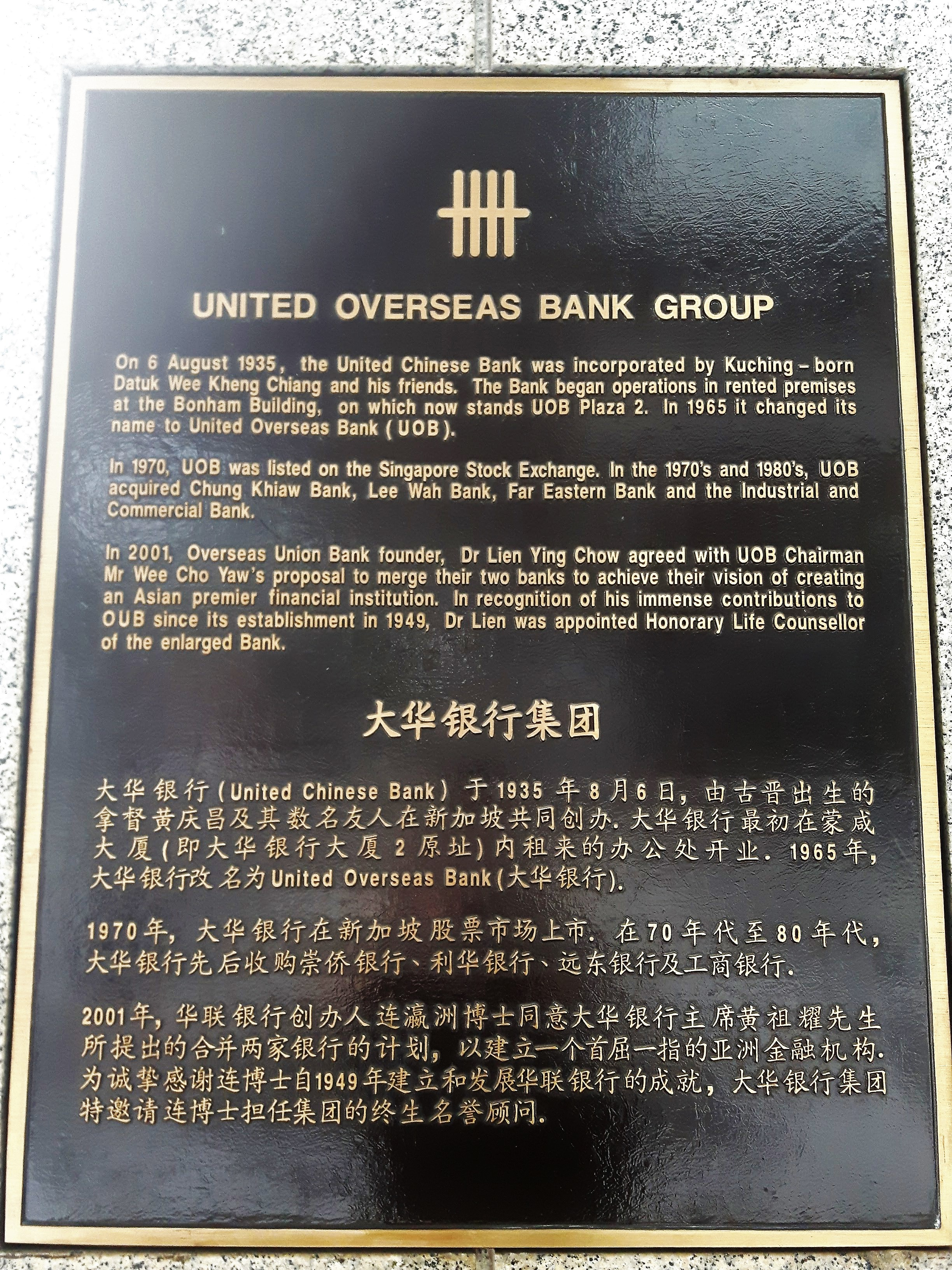
Targa storica della Banca d'Oltremare Unita

Il 18 gennaio 2019, UOB è stata inserita per la prima volta nel Bloomberg Gender-Equality Index (GEI) in riconoscimento dell'uguaglianza di genere.
Nel 2002, UOB ha iniziato ad espandersi nel mercato cinese aprendo una nuova filiale a servizio completo a Shanghai e trasformando il suo ufficio di Pechino in una filiale a servizio completo.

## Controversie

### Multa per riciclaggio di denaro
Il 31 agosto 2022, il ramo di intermediazione mobiliare di UOB – UOB Kay Hian Private Limited, che è una società associata di UOB, è stato multato di S $ 375.000 per non aver rispettato i requisiti di condotta aziendale ai sensi dei regolamenti sui titoli e sui futures (licenza e condotta degli affari), nonché i requisiti antiriciclaggio e contrasto al finanziamento del terrorismo elencati dall'Autorità monetaria di Singapore (MAS).